# 天野修
天野 修（あまの おさむ、1962年 - ）は、日本の歯科医師、歯学者、解剖学者。明海大学形態機能成育学講座解剖学分野教授。

## 経歴
1987年3月、東北大学歯学部歯学科卒業。以後同大学助手、金沢大学助手、講師、助教授を務め、2001年より明海大学教授に就任。
1992年2月、東北大学にて博士（医学）の学位を取得。論文の題は、「Ultrastructural study on a variety of non-neural cells immunoreactive for nerve growth factor receptor in developing rats（非神経組織における神経成長因子受容体の微細局在）」。

## 著作
- 天野修 著「Part 1 口腔発生編 4.顎顔面の発生(2)」、脇田稔、栗栖浩二郎、前田健康 編『パイロットアトラス 標本で学ぶ口腔の発生と組織　CD－ROM付』医歯薬出版、2003年4月15日。ISBN 978-4-263-45526-5。 NCID BA62624574。
- 天野修、草間薫 編『口腔生物学各論 唾液腺』学建書院、2006年2月1日。ISBN 476240652X。 NCID BA75747067。
- 天野修 著「第1編 口腔組織・発生学総論 第2章 歯と口腔の発生 1 顔面と口腔の発生/第2編 口腔組織・発生学各論 第9章 口腔の軟組織 3 唾液腺」、脇田稔（編集代表）、前田健康、山下靖雄、明坂年隆 編『口腔組織・発生学』医歯薬出版、2006年8月20日。ISBN 978-4-263-45600-2。 NCID BA7875091X。
- Bernard Liebgott『リープゴット 歯科学のための解剖学』監訳 矢嶋俊彦、高野吉郎 訳 天野修 他（第2版）、西村書店、2006年10月25日。ISBN 489013350X。 NCID BA7968081X。
- T.Alan Twietmeyer, Thomas　McCracken『人体解剖カラーリングブック』監訳 天野修、千田隆夫、鳥橋茂子、丸善出版、2008年4月。ISBN 978-4-621-07967-6。 NCID BA85811763。
- 井出吉信、前田健康、天野修 編『口腔解剖学』監修 脇田稔、山下靖雄、医歯薬出版、2009年11月10日。ISBN 978-4-263-45634-7。 NCID BA91902728。
- 天野修 他 著、前田健康、山田小枝子 編『人体の構造と機能1 解剖学・組織発生学・生理学』監修 全国歯科衛生士教育協議会、医歯薬出版〈最新歯科衛生士教本〉、2010年4月5日。ISBN 978-4-263-42811-5。 NCID BB02542016。
- 天野修 他 著、前田健康、遠藤圭子、畠中能子 編『歯・口腔の構造と機能 口腔解剖学・口腔組織発生学・口腔生理学』監修 全国歯科衛生士教育協議会、医歯薬出版〈最新歯科衛生士教本〉、2011年1月10日。ISBN 978-4-263-42812-2。 NCID BB04781481。
- Neil S.Norton『ネッター頭頸部・口腔顎顔面の臨床解剖学アトラス　原著第1版』監訳 前田健康 訳 天野修 他、医歯薬出版、2012年2月10日。ISBN 978-4-263-45653-8。 NCID BB08195094。
- Eric W. Baker 編『プロメテウス解剖学アトラス　口腔・頭頸部』監訳 坂井建雄、天野修、医学書院、2014年1月4日。ISBN 978-4-260-01338-3。 NCID BB08788686。

## 所属団体
- 日本歯科医学会
  - 歯科基礎医学会[5]
- 日本医学会
  - 日本解剖学会 選挙管理委員[6]
- 国際歯科研究学会 Research Member[2]
- 日本結合組織学会 評議員[2]
- 日本顕微鏡学会[2]
- 日本口腔組織培養学会 理事[2]
- 日本組織細胞化学会[2]
- 日本唾液腺学会 理事[7]
- 東北大学歯学会[2]
- Society of Developmetal Biology[2]